# Woon Young Chun
Woon Young Chun (ou Chen Huanyong ou 陳煥鏞) est un botaniste chinois né le 22 juillet 1890 à Hong Kong et originaire de Xinhui, Guangdong, et mort le 18 janvier 1971.
Woon Young Chun arrive à l'automne 1915 à Boston, à l'arboretum Arnold de l'Université Harvard. Il retourne en Chine en 1920 à Nankin, enseigner d'abord à l'université alors sous le contrôle des missionnaires américains. Pour sortir de cette emprise religieuse, il rejoint l'université nationale Sun Yat Sen. Il y crée en 1929 l'institut agricole et forestier, avec un important jardin botanique, dont il est resté le directeur jusqu'à sa mort en 1971. En 1930, il fonde, avec d'autres botanistes, la revue Sunyatsenia.
En 1954, sur sa proposition, conjointe avec Qin Renchang et Qian Songshu, le premier congrès national du peuple entérine la création de réserves forestières protégées dans chaque province.
Il a été nommé en 1955 à l'Académie des Sciences de Chine.
Avec Hu Xiansu, Zhong Xinxuan et Qin Renchang, il est l'un des fondateurs de la botanique chinoise contemporaine.

## Quelques publications
- Chinese economic trees - Shanghai, 1921
- avec Hu Xiansu - Icones filicum sinicarum - Nankin, 1930
- avec Hou Kuanzhao - 广州植物誌 / 中国科学院华南植物硏究所编辑 -  Beijing, 1956
- avec Zhang Zhaoqian et Chen Fenghuai - 海南植物志 (Flora Hainanica) - Beijing, 1964